# Vanessa Hessler
Vanessa Hessler (Roma, 21 de janeiro de 1988) é uma modelo e atriz ítalo-americana. Modelo desde os 15 anos, Hessler já apareceu em várias campanhas na Itália, Alemanha e França.

## Carreira

### Modelo
Hessler trabalhou para as agências Donna Sotto Le Stelle e Notte Mediterranea, ambos na TV. Em 2004, ela foi escolhida para uma campanha publicitária da Korff e para a Alta Roma, Alta Moda, na a semana de moda de Roma.
Ela já morou em Roma e Washington DC, e apareceu em comerciais para Baby Star, Nara Camicie e Gilli.
Hessler planejava trabalhar na televisão e, no início de 2006, queria substituir Alessia Marcuzzi na apresentação do programa  Le Iene, mas perdeu para Cristina Chiabotto.

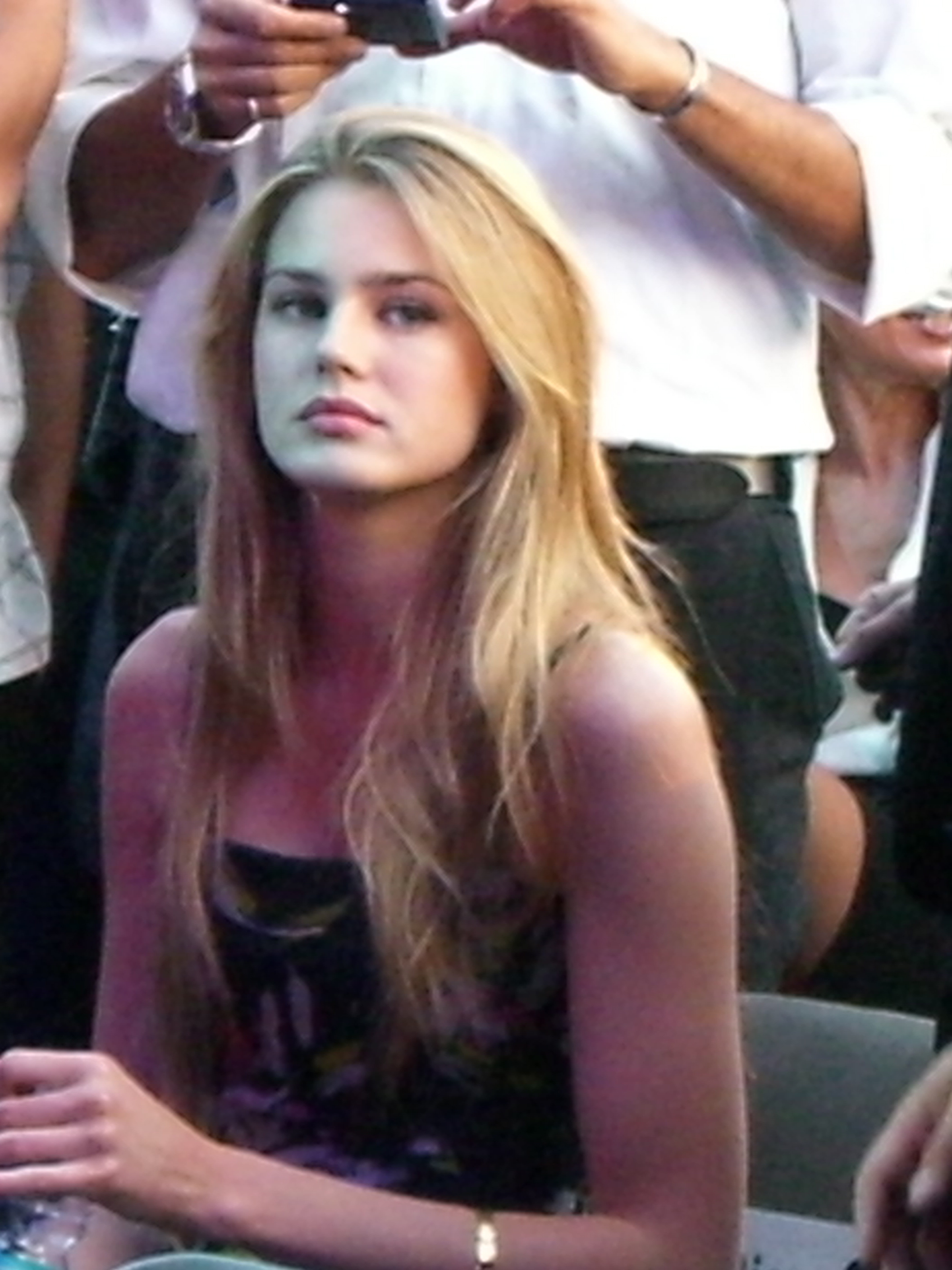
Hessler em 2008

Hessler apareceu em campanhas publicitárias para a GUESS, Calvin Klein, Giorgio Armani, L'Oréal e Ferrero SpA. Em fevereiro de 2010, Vanessa participou do desfile Fall 2010 Prada em Milão.
Em março de 2006, ela fez sua estréia como apresentadora de TV no Festival di Sanremo com Claudia Cedro, Francesca Lancini e Marta Cecchetto.

### Atriz
Em 2005, Hessler apareceu no filme de natal italiano Natale a Miami, junto com Christian De Sica, e consequentemente sua popularidade disparou. Em 2008, ela interpretou a princesa grega, Irina, no filme Asterix nos Jogos Olímpicos, atuando ao lado de Clovis Cornillac, Alain Delon e Gerard Depardieu. Ela também desempenhou o papel principal feminino no filme Per una notte d'amore, que foi filmado na Itália e lançado em 2008 como um especial de TV com duas partes. Ela também teve um papel semelhante no filme Cenerentola, em 2011.